# Парон
Парон (арм. Պարոն, от старофранц. baron, господин, государь) — почётное именование мужчины в Армении, имеющее два значения — титул и обращение.

## Титул
Термин получил широкое хождение в период Киликийского королевства Армении. Является заимствованием из старофранцузского (baron). Обозначал дворянина-собственника земельного участка.

## Обращение
В Армении является вежливым обращением к мужчине, обычно к начальнику или старшему по званию, либо в случае, когда имя собеседника неизвестно. Соответствующее обращение к женщине — тикин (арм. Տիկին).